# 折田みゆき
折田 みゆき（おりた みゆき、1982年9月18日 - ）は、鹿児島県出身の元アイドル。1990年代後半から2000年代前半にかけて活動。血液型はA型。アイドルグループMISSIONおよびHipp'sのメンバーでもあった。当時はライジングプロダクションに所属。

## 略歴
- 中学2年の時、安室奈美恵に憧れ歌手を志す。1997年、雑誌「De-View」の誌上オーディションに応募したのを機にライジングプロダクション（当時）にスカウトされる。同年10月、NHK-BS2の番組『ミュージック・ジャンプ』に“MJ-Party”の一員としてテレビデビューを飾る。
- 1998年4月、『アイドルハイスクール 芸能女学館』（フジテレビ）に出演。同年6月、MISSIONのメンバーに選出され、7月にシングル『素肌の季節』でCDデビュー。
- 1999年4月-6月、TBS系テレビドラマ『L×I×V×E』に寺田真知子役として出演。
- 1999年、MISSIONとしての活動と並行して、単独での写真集『MO』を発売。
- 2000年7月、『THE夜もヒッパレ』（日本テレビ系）の番組内ユニットHipp'sの新メンバーとして活動開始。2001年8月、CD『Go!Go!Girl!』を発売。
- 2002年9月の同番組の終了後、芸能活動を休止し引退した。
- 2007年、地元の鹿児島に戻って某駅の喫茶店で働くことが明らかになった。

※MISSION及びHipp'sについての活動は、それぞれの項目を参照のこと。

## 写真集
- MO（1999年5月、近代映画社）